# Chiesa di Santa Lucia (Rieti)
La chiesa di Santa Lucia è un edificio di culto di Rieti. Si trova nella via omonima, a breve distanza dall'arco di Santa Lucia. L'annesso monastero occupa l'intero isolato delimitato dalla chiesa, da via San Pietro martire, da via Sant'Anna e da via dei Burò, ed è oggi sede di un polo culturale composto dalla biblioteca comunale Paroniana e dalla sezione archeologica del Museo civico.

## Storia

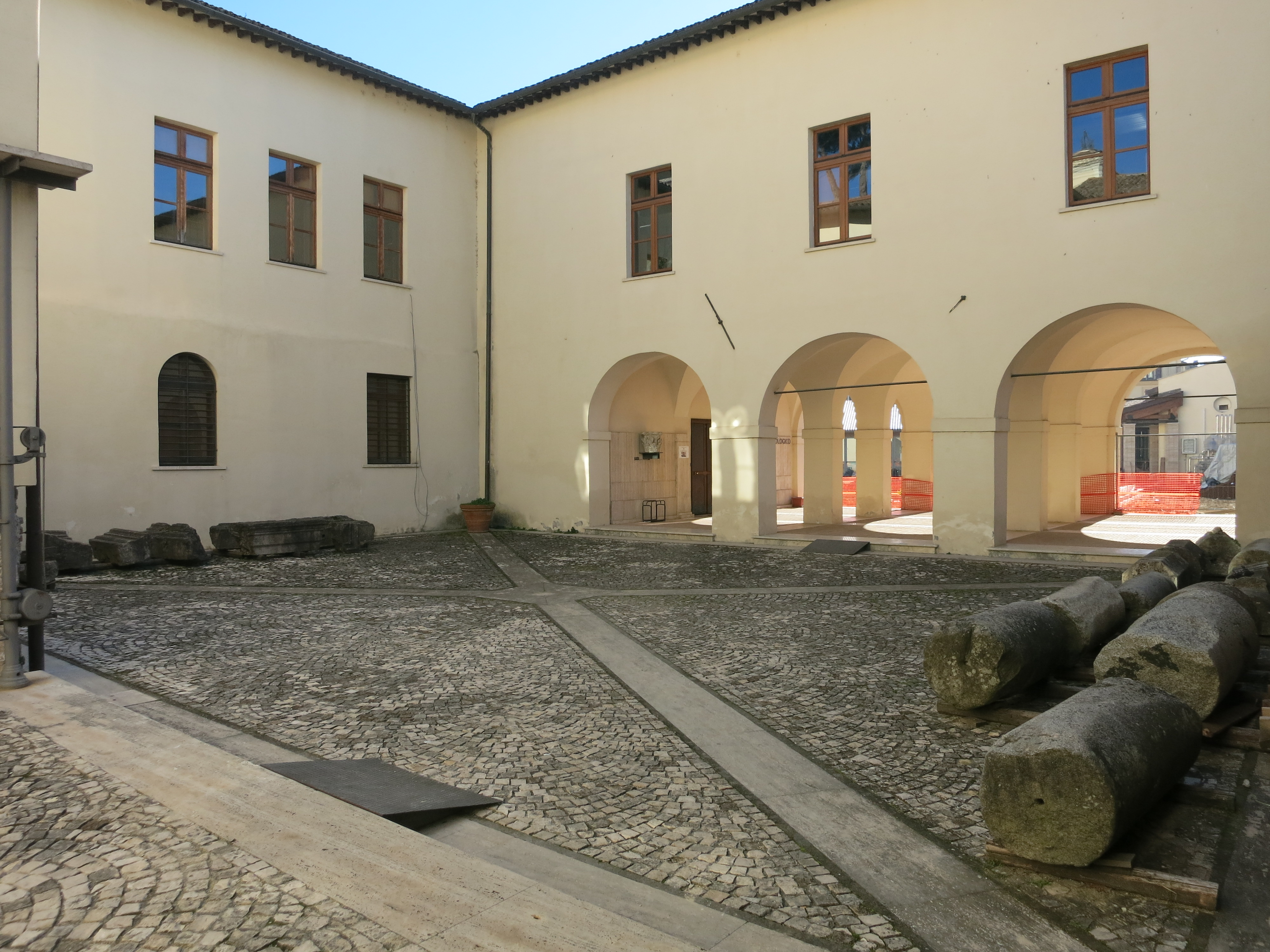
L'ingresso del Museo archeologico nel monastero di Santa Lucia

La costruzione della chiesa e di una piccola casa per le clarisse cominciò nel 1237 nella zona detta Voto dei Santi; sembra che la fondatrice sia stata una tale Donna Isabella Savelli, che ottenne l'autorizzazione papale nel settembre 1236 e avrebbe fondato anche il monastero di Sant'Agnese.
Grazie all'interessamento del beato Angelo Tancredi, uno dei dodici compagni di San Francesco, da questo piccolo fabbricato iniziale sorse un monastero vero e proprio. Ottenuto dal vescovo Tommaso il complesso di Santa Lucia, grazie alle elemosina e ai lasciti raccolti, il Tancredi avviò dei lavori di ampliamento. Nel 1253, terminata la costruzione, il Tancredi corse ad Assisi ad annunciare la notizia a Santa Chiara, che fece appena in tempo a rallegrarsene e poi spirò.
Il monastero acquisì una certa importanza, tanto che già nel 1270 dovette essere ampliato. Tuttavia la zona dove sorgeva il complesso, soggetta alle inondazioni del fiume Velino ed - essendo esterna alle fortificazioni della città - anche alle incursioni di malintenzionati ed eserciti nemici, fece propendere per un suo spostamento. Dopo il Concilio di Trento, che stabilì l'obbligo di costruire i monasteri in città, nel maggio 1566 monsignor Amulio individuò un luogo adatto nella chiesa di San Sebastiano, che era stata fondata nel Trecento e ceduta nel 1348 alla confraternita di Santa Maria della Misericordia. Dopo alcuni lavori per adattare la struttura, effettuati grazie al contributo materiale ed economico dell'intera città, le clarisse di Santa Lucia vi si trasferirono nel luglio del 1574 con una processione solenne. La struttura attualmente visibile è il risultato di interventi di decorazione e abbellimento portati avanti da metà del Seicento fino ad inizio Settecento, dopo i quali il vescovo di Rieti Antonino Serafino Camarda riconsacrò solennemente la chiesa il 25 luglio 1727.

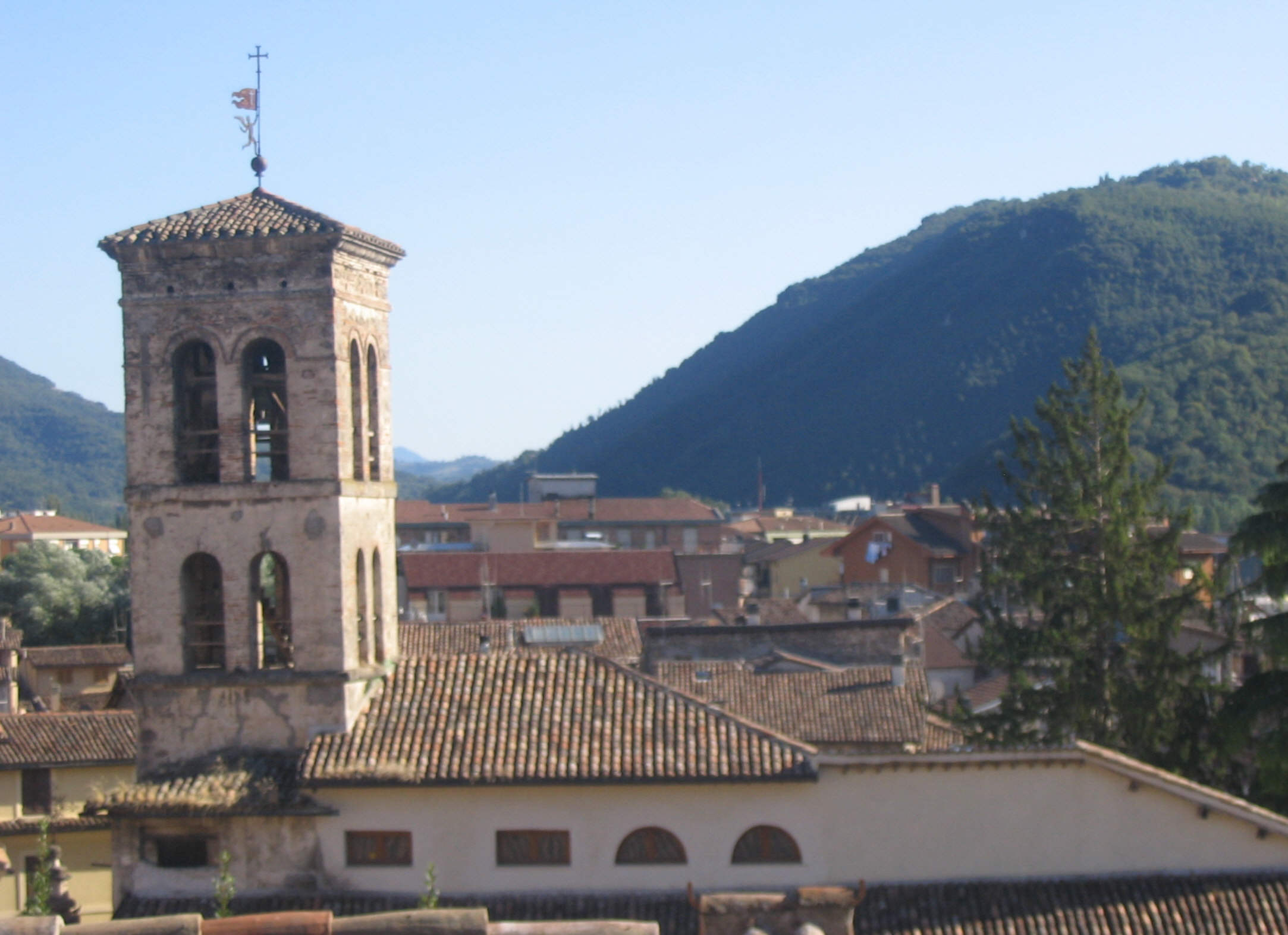
Il campanile di Santa Lucia visto dai giardini di palazzo Vincentini

Nel 1863, dopo l'Unità d'Italia, chiesa e monastero furono espropriati dallo Stato, e il 4 dicembre 1886 le monache furono cacciate dai locali. La chiesa venne adibita a magazzino municipale, e la sua riapertura fu proposta solo nel 1915; il ministero espresse parere favorevole così la chiesa fu restaurata da Giuseppe Colarieti Tosti, e nel maggio del 1924 poté essere riaperta al culto.
Il monastero invece venne adibito ad edificio scolastico, ospitando inizialmente le scuole elementari maschili. Successivamente divenne la sede dell'Istituto Tecnico Commerciale, fino alla costruzione del nuovo edificio scolastico di viale Maraini negli anni sessanta. Nel 1998, divenuti insufficienti gli spazi di Palazzo Comunale, la biblioteca comunale Paroniana venne spostata dall'edificio di piazza Vittorio Emanuele al primo piano del monastero di Santa Lucia; contemporaneamente fu oggetto di una riorganizzazione anche il Museo civico, che venne diviso in due sezioni: quella storico-artistica, che rimase al palazzo del Comune, e quella archeologica, che fu spostata al piano terra dell'ex monastero e inaugurata nel 2001.
Attualmente il campanile è pericolante e la chiesa non è più officiata da tempo. Negli ultimi anni è diventata parrocchia della diocesi ortodossa romena d'Italia.

## Descrizione

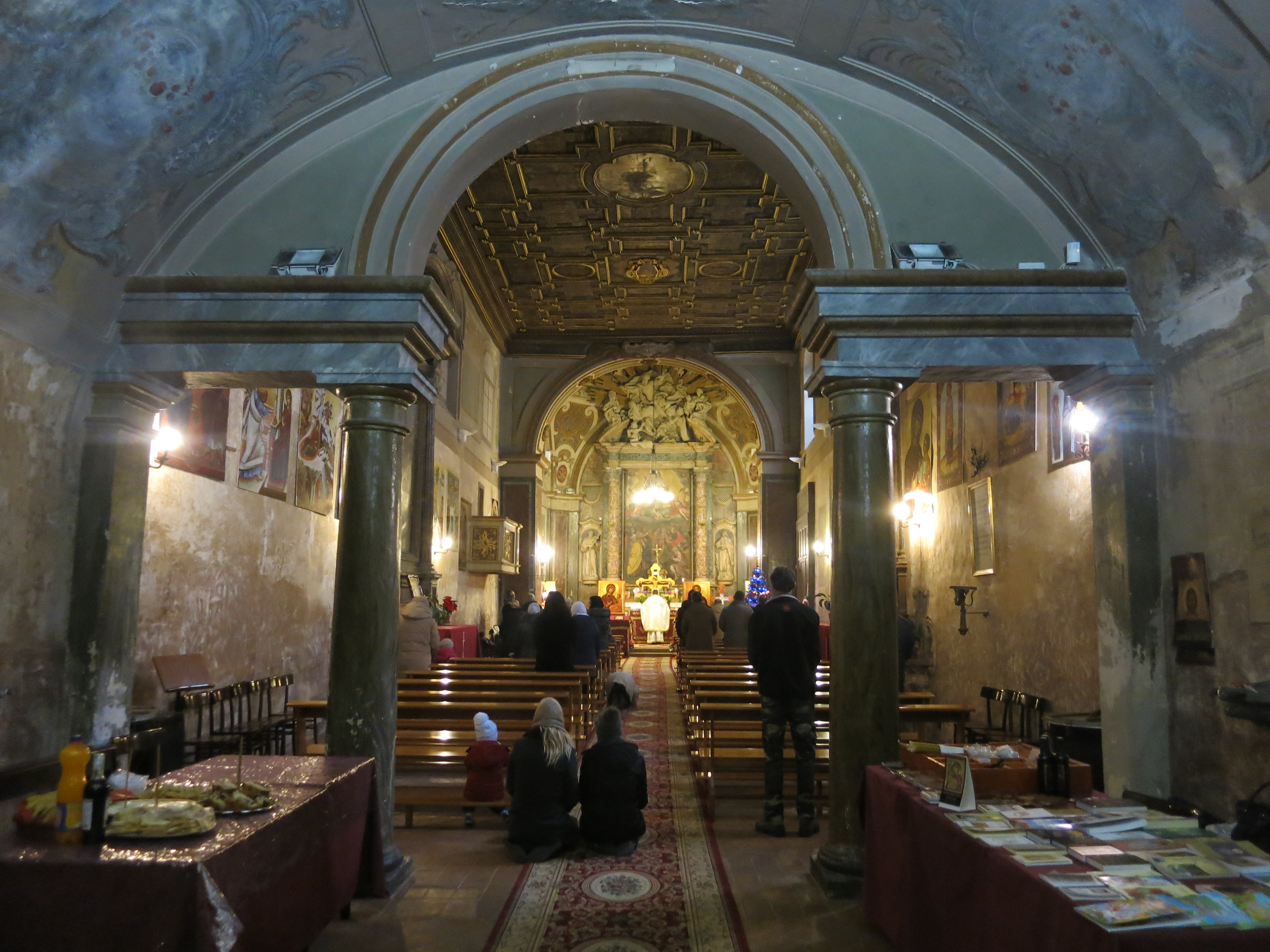
L'interno di Santa Lucia durante un rito ortodosso

La facciata della chiesa, piuttosto semplice, fu completata nel 1729. Il campanile è ben visibile dai giardini di palazzo Vincentini.
All'interno della chiesa si trovano due altari laterali oltre a quello maggiore. Il più importante è quello di sinistra, eretto nel 1655, che ospita un dipinto di San Lorenzo che prega dinnanzi alla Vergine ed a Sant'Anna, probabilmente opera di Ciro Ferri (ma attribuito in passato anche a Gian Lorenzo Bernini). L'altare maggiore, del 1688, è ornato con marmi policromi ed ospita un ciborio in marmo con una porticina a metallo sbalzato, che rappresenta Gesù che sostiene la croce col braccio destro. Sull'altare maggiore si trova la tela dell'Ascensione, di scuola veneta (antecedente al 1605); sopra di esso si trova la decorazione in stucco di Antonio Maria Ravazzani che rappresenta una Gloria (1688). La chiesa ospita inoltre due statue di marmo giallastro rappresentanti San Francesco con la croce in mano e Santa Chiara col Sacramento, del 1690, poste dentro due nicchie di marmo. Le due statue e l'altare maggiore sarebbero secondo alcuni opera del Bernini, che li avrebbe dati in dote a tre sue nipoti monache nel monastero: Maria Angelica, Anna Maria e Lorenza Salvietti.
La cupola rotonda, a catino, con occhio circolare e lanternino a cilindro risale al 1682. Il soffitto ligneo a riquadri risale al 1653; agli incroci dei riquadri è decorato con croci e stelle, nell'ovale centrale è rappresentata L'assunzione della Vergine tra gli angeli e agli estremi si trova lo stemma della famiglia Vecchiarelli, che finanziò le spese per la sua realizzazione.
Le campane sono tre: la maggiore, di 3100 libbre, risale al 1292 e venne trasportata dall'antica chiesa di Voto dei Santi; la media è del 1672 e venne fusa a spese di Giuseppe Salvetti di Poggio Mirteto; la minore risale al 1606 e fu realizzata per conto di Chelidonia Vecchiarelli.